# Chungcheong
Chungcheong (en coreano: 충청도, Chungcheong-do) fue una de las ocho provincias de Corea durante la Dinastía Chosŏn. Chungcheong se encuentra en el sudoeste de Corea. La capital provincial se encuentra en Gongju, que había sido la capital del reino de Baekje de 475 a 538.

## Historia
La provincia de Chungcheong se formó durante en 1356, durante la Dinastía Goryeo, a partir de la porción sur de la antigua provincia de Yanggwang. Su nombre deriva de los nombres de las principales ciudades de Chungju (충주;忠州) y Cheongju (청주;淸州).
En 1895, la provincia fue reemplazado por los distritos de Chungju (Chungju-bu; 충주부;忠州府) en el este del país, Gongju (Gongju-bu; 공주부;公州府) en el centro, y Hongju (Hongju - bu; 홍주부;洪州府; hoy en día Hongseong County) en el oeste.
En 1896, Chungju y oriental Gongju distritos se reorganizaron en la provincia de Chungcheong del Norte, y Hongju Gongju y el oeste de los distritos se reorganizaron en la provincia de Chungcheong Sur. Del Norte y del Sur Chungcheong son hoy parte de Corea del Sur.

## Geografía
Chungcheong limita al norte con la provincia de Gyeonggi, en el este con Gangwon y las provincias de Gyeongsang, en el sur de la provincia de Jeolla, y al oeste con el Mar Amarillo. La región es montañosa en el este del país (norte de la provincia) y un poco más bajo y más llana en el oeste (sur de la provincia).
El nombre regional para Chungcheong es Hoseo, aunque este nombre se utiliza menos que el actual nombre administrativa.
- Datos: Q696602
- Multimedia: Chungcheong-do / Q696602